# NGC 2017
NGC 2017 is een open sterrenhoop in het sterrenbeeld Haas. Het hemelobject werd op 11 december 1835 ontdekt door de Britse astronoom John Herschel.

## Arneb
NGC 2017 bevindt zich, vanaf de aarde gezien, schijnbaar op ongeveer anderhalve graad ten oosten van de ster alpha Leporis (Arneb). NGC 2017 kan, door de schaarste aan sterren, eerder als telescopisch asterisme dan als open sterrenhoop worden beschouwd. De helderheden van elk van de sterren in dit asterisme zijn echter gunstig om met behulp van relatief kleine telescopen dit schaars bevolkte object te zien te krijgen. Amateurastronomen met krachtige telescopen kunnen halfweg tussen NGC 2017 en Arneb op zoek gaan naar het sterrenstelsel NGC 1993.

## Burnham 321 en Herschel 3780
In het asterisme NGC 2017 bevinden zich de dubbelsterren Burnham 321 (β 321) en Herschel 3780 (h 3780). 

## John Ellard Gore
De Ierse astronoom John Ellard Gore (1845-1910) beschreef deze groep, het asterisme NGC 2017 met de dubbelster h 3780, als A beautiful cluster for small telescopes. 

## Synoniemen
- ESO 554-**22